# Énencourt-le-Sec
Énencourt-le-Sec är en kommun i departementet Oise i regionen Hauts-de-France i norra Frankrike. Kommunen ligger i kantonen Chaumont-en-Vexin som tillhör arrondissementet Beauvais. År 2018 hade Énencourt-le-Sec 185 invånare.

## Befolkningsutveckling
Antalet invånare i kommunen Énencourt-le-Sec
| Referens: INSEE |